# Rosalie River
Rosalie River är ett vattendrag i Dominica.   Det ligger i parishen Saint David, i den sydöstra delen av landet, 17 km nordost om huvudstaden Roseau.